# Dariush Arjmand
Dariush Arjmand (en persan : داریوش ارجمند ; né en 1944 à Machhad) est un acteur iranien,.

## Carrière
Il a obtenu sa licence en histoire et sociologie de l'Université de Machhad en 1972, et sa maîtrise en théâtre et cinéma. Il a aussi étudié le théâtre à l'Université Paris III (1980).
Après des années de performance au théâtre, il a joué dans son premier film Capitaine Khorshid (1987, Nasser Taghvai), gagnant du Simorgh de cristal pour son rôle de soutien au Festival du film de Fajr,.

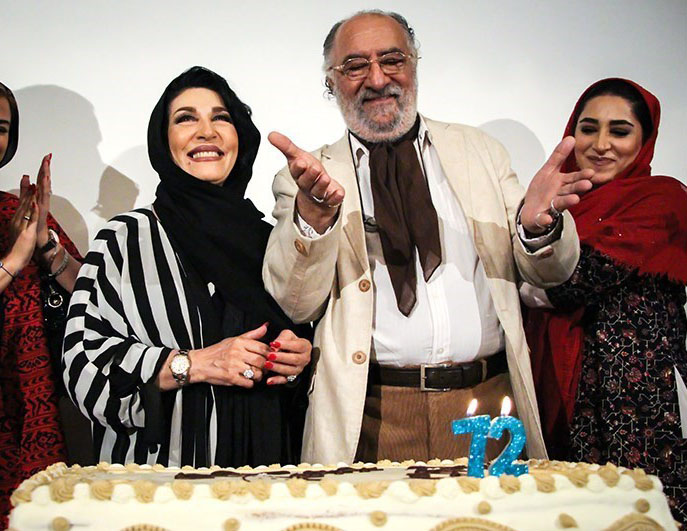
Fête du 72e anniversaire de Dariush Arjmand

Depuis il a joué dans les différents rôles dont la plupart évoquerait des personnalités historiques, aussi bien que des rôles des personnages des drames,.

## Filmographie
- Nakhoda Khorshid (1987 - Capitaine Khorshid)
- Kashtee-ye Angelica (1989 - The Angelica)
- Jostejoogar (1989)
- Pardehe Akhar (1991 - Le dernier Act)
- Nassereddin Shah, Actor-e Cinema (1992 -  Nasserddin Shah, acteur de cinéma)
- Zamin-e asemani (1994 - La terre paradisiaque)
- Adam barfi (1995 - Le bonhomme de neige)
- Eteraz (2000 -  Protestation)
- Mosafer-e rey (2001 - Voyageur de Rey)
- Sagkoshi (2001 - Tuer les chiens enragés)
- Ezdevaj Be Sabke Irani  (2006 - Mariage à l’iranienne)
- La Route de la soie maritime (2010)

## Récompenses
- 1987: Simorgh de cristal du meilleur acteur principal pour Nakhoda Khorshid au Festival du film de Fajr[11]
- 2001: Simorgh de cristal du meilleur acteur de second rôle pour Sagkoshi au Festival du film de Fajr